# Prosopis burkartii
Prosopis burkartii är en ärtväxtart som beskrevs av O.Muniz. Prosopis burkartii ingår i släktet Prosopis och familjen ärtväxter. Inga underarter finns listade i Catalogue of Life.